# Interruptor magnetotèrmic

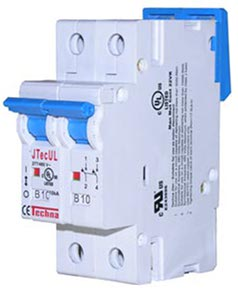
Un magnetotèrmic bipolar

Un interruptor magnetotèrmic (o simplement magnetotèrmic) és un tallacircuit que basa el seu funcionament en dos dels efectes produïts per la circulació de corrent elèctric per un circuit, el magnètic i el tèrmic (efecte Joule). El dispositiu consta, per tant, de dues parts, un electroimant i una làmina bimetàl·lica, connectades en sèrie i per les quals circula el corrent que va cap a la càrrega.

## Funcionament
En circular el corrent l'electroimant crea una força que, mitjançant un dispositiu mecànic adequat (M), tendeix a obrir el contacte (C), però només podrà obrir-lo si la intensitat (I) que circula per la càrrega sobrepassa el límit d'intervenció fixat. Aquest nivell d'intervenció sol estar comprès entre 3 i 20 vegades la intensitat nominal (la intensitat de disseny de l'interruptor magnetotèrmic) i la seva actuació és d'aproximadament unes 25 mil·lèsimes de segon, fent-lo molt segur per la seva velocitat de reacció. Aquesta és la part destinada a la protecció davant els curtcircuits, on es produeix un augment molt ràpid i elevat del corrent.
L'altra part està constituïda per una làmina bimetàl·lica (representada en vermell) que, en escalfar-se per sobre d'un determinat límit, sofreix una deformació i passa a la posició assenyalada en línia de traços, la qual cosa, mitjançant el corresponent dispositiu mecànic (M), provoca l'obertura del contacte C. Aquesta part és l'encarregada de protegir de corrents que, encara que són superiors als permesos per la instal·lació, no arriben al nivell d'intervenció del dispositiu magnètic. Aquesta situació és típica d'una sobrecàrrega, on el consum va augmentant així que es van connectant aparells.
Ambdós dispositius es complementen a la seva acció de protecció, el magnètic per als curtcircuits i el tèrmic per a les sobrecàrregues. A més d'aquesta desconnexió automàtica, l'aparell està proveït d'una palanca que permet la desconnexió manual del corrent i el rearmament del dispositiu automàtic quan s'ha produït una desconnexió. No obstant això, aquest rearmament no és possible si persisteixen les condicions de sobrecàrrega o curtcircuit. Fins i tot tornaria a saltar, encara que la palanca estigués subjecta amb el dit, ja que utilitza un mecanisme independent per desconnectar el corrent i baixar la palanca.
El dispositiu descrit és un interruptor magnetotèrmic unipolar, per tant només talla un dels fils del subministrament elèctric. També existeixen versions bipolars i per a corrents trifàsics, però en essència tots estan fundats en els mateixos principis que el descrit.
Es diu que un interruptor és de tall omnipolar quan interromp el corrent a tots els conductors actius, és a dir les fases i el neutre si està distribuït.
Les característiques que defineixen un interruptor magnetotèrmic són l'amperatge, el nombre de pols, el poder de tall i el tipus de corba de tret (B,C,D,MA) (per exemple, Interruptor magnetotèrmic C-16 A-IV 4,5kA).